# Kładki
Kładki – część wsi Kaplonosy w Polsce położona w województwie lubelskim, w powiecie włodawskim, w gminie Wyryki.
W latach 1975–1998 Kładki administracyjnie należały do województwa chełmskiego.